# 格林瓦尔德
格林瓦尔德（德語：Grünwald，發音：[ˈɡʁyːnvalt] ⓘ）是德国巴伐利亚州上巴伐利亚行政区慕尼黑县的市镇，面积7.63平方千米，2023年12月31日人口为11,442人。